# 若干云
若干云（538年—578年），朔州（今山西省朔县）人，西魏、北周官员。

## 生平
若干云本姓不详，父亲若干兴因为战功卓著获宇文泰赐姓若干氏。若干云年幼时勇猛威武，会画九宫图，有军事谋略，善于骑马射箭，以宇文泰亲信直阁将军为起家官。北周建立后，若干云历任中侍上士、襄威将军、给事中、都督，很快袭父爵宣阳县开国公，兼领中侍上士。天和五年（570年），若干云加仪同三司，当时北周和突厥联姻，若干云前后四次奉命出使突厥传达消息。若干云出任右侍伯大夫来往于突厥，迎接阿史那皇后。建德四年（575年），若干云跟随周武帝的弟弟齐王宇文宪率领军队进军洛阳，攻克武济城，又劝降了北齐的几座城市，若干云因功加上仪同，增加食邑三百户，获赐田十余顷及珠宝贝壳丝织品等物。建德五年（576年），周武帝亲自率领军队进攻晋阳城，若干云率领勇猛敢死之士守卫雀鼠谷，回到晋阳后又和齐军交战，被齐军所伤，击败齐军，若干云的功勋为上首。等到周军向并州进发，若干云每次都作为前锋出战，敌人无不望风披靡，若干云前后获得的赏赐重叠堆积。北周平定函谷关和黄河一带后，周武帝又向邺城进军，齐军仍在邺城抵抗，若干云在战斗中斩下的敌人左耳有数千，齐后主高纬逃走，很快整个北齐被平定，若干云的战功为上勋，加开府大将军，封任城郡开国公，食邑两千二百户。周军凯旋回京后，若干云出任梁州刺史。宣政元年（578年），若干云在万年县东乡里家中去世，虚岁四十一，大周岁次戊戌宣政元年四月朔戊戌十二日己酉（578年5月4日）葬于泾阳洪渎川赵村东北。

## 墓地和墓志
若干云墓于1988年5月在陕西省咸阳市底张湾飞机场候机楼基址发掘，其位置在王德衡墓东南面，相距约一华里许，东侧与独孤藏墓相毗邻，两墓相距49米。随葬器物有俑类、用具明器类和装饰器等十余种。除627粒料珠之外，其它共178件。若干云墓志出土时志与盖合在一起，在志与盖之间垫有绢帛一层(已成灰粉)，可能是为了防止磨损志文而设的。志盖为盖顶式，盖上阳刻“篆隶”书体“上开府仪同三司任城郡公若干公墓志”十六字。字的四周无纹饰，四杀刻卷草纹三十二组，每一边有卷草纹八组间隔内填刻四双朱雀，盖的四边亦刻卷草纹。志石为方形，长、宽皆为57厘米。志石的四边无纹饰。志石刻栏，志文隶楷书体，共27行，每行29字，计717字。

## 其他
陕西考古研究所隋唐室主任员安志认为若干云的父亲是王兴，若干云本姓王。
北京大学历史系教授罗新和叶炜认为，若干云和他的父亲若干兴以及若干云墓志中追认的祖先“涿郡王尊、平陵公仲”都不见于史传，员安志推测若干云之父是王兴，并由此认为若干云本姓王，但王兴在《周书》中仅一见，结衔是“上大将军安邑公王兴”，与墓志“使持节、车骑大将军、仪同三司、宣阳县开国公”有较大差距，似难认定。罗新和叶炜认为，志文比较详细地叙述了若干云参加的北周灭北齐的战役，其间，他在建德五年“领骁果守雀鼠谷”，当即《周书》卷六《武帝本纪下》记这年十月围攻晋州时，“遣齐王宪率精骑二万守雀鼠谷”事。志文“回至晋阳又战”、“及届高壁，次进并州”云云，据《周书》卷一二《齐炀王宇文宪传》，这正是齐王宪的进军路线。再参考若干云建德四年随“齐王将兵至洛”，若干云为齐王宪麾下战将无疑。从志文“居高必危，少能持满。思有所不及，智有所不周。一匮未成，遽从朝露”看，若干云在宣政元年并非善终，时间在同年六月齐王宪被杀之事前。作为齐王宪手下，不知与此是否有关。这或许也是若干云没有在《周书》、《北史》中留下记载的原因之一。
吉林大学文学院中国史系、历史研究院陈鹏副教授指出，《若干云墓志》称其父兴，“太祖文皇帝赐姓若干氏”，但未载其家本姓为何。员安志认为本姓王氏，但未说明原因。墓志称“涿郡王尊、平陵公仲，即公之先也”，是指西汉涿郡王尊、平陵王嘉（字公仲）。这种说法虽然显系伪冒，但可推知志主本姓王氏。

## 家庭

### 父亲
- 若干兴，使持节、车骑大将军、仪同三司、宣阳县开国公，食邑二千四百户[2]